# Anna Clyne
Anna Clyne (Londen, 9 maart 1980) is een Engels componiste, sinds de eeuwwisseling woonachtig in New York. Haar composities behoren tot de stroming van de eigentijdse klassieke muziek en zijn zowel akoestisch als elektro-akoestisch van aard.
In een artikel uit 2015 in The New York Times werd Clyne beschreven als een "componist met ongebruikelijke gaven en ongebruikelijke methoden".
Ze is getrouwd met geluidstechnicus en -ontwerper Jody Elff.

## Biografie
Clyne groeide op in Abingdon, in de buurt van Oxford. Op zevenjarige leeftijd kwam er een piano in huis, waarop ze zelf kleine stukjes muziek begon te maken. Later kreeg ze ook celloles. Toen ze elf was, werd voor het eerst een compositie van haar in een openbaar concert uitgevoerd, tijdens de Oxford Youth Prom.

### Opleiding
Clyne studeerde muziek aan de Universiteit van Edinburgh waar ze cum laude haar Bachelor of Music opleiding afsloot. Pas op twintigjarige leeftijd kreeg ze haar eerste compositielessen. Ze volgde een jaar compositielessen aan de Queen's University in Ontario. Vervolgens studeerde ze aan de Manhattan School of Music waar ze een Master of Arts in muziek behaalde. Haar docenten waren onder meer Marina Adamia, Marjan Mozetich en Julia Wolfe, die Clyne tevens betrok bij haar ensemble/componisten-collectief Bang on a Can.

### Werk

#### Inleiding
Clyne is bij het maken van haar werk zeer visueel ingesteld. Vaak gebruikt ze een schilderij of een handgeschreven brief die ze ter inspiratie ophangt, of vergroot op de muur van haar studio projecteert. Om te voorkomen dat ze te veel vastloopt in platgetreden paden zoekt ze bovendien elke keer opnieuw naar verbanden met andere kunstvormen.
Haar vroege werken, vaak geschreven voor balletten, worden gekenmerkt door de veelvuldige toepassing van elektronische muziek: vooraf op tape opgenomen elektronische klanken, die afgespeeld worden in combinatie met 'live', akoestisch voortgebrachte muziek door bijvoorbeeld een violist of gitarist. Een puur praktische reden voor deze keuze is volgens haar dat het een goedkope wijze is van muziek uitvoeren: het honorarium voor een uitvoering is beperkt tot de akoestische solist en de technicus (of de componiste zelf) die de tape bedient. Clynes recentere composities zijn meer akoestisch georiënteerd, waarbij ongewone bezettingen (zoals een werk voor honderd cellisten) niet ongebruikelijk zijn.
Werken voor solist en orkest vormen een belangrijk onderdeel van Clynes oeuvre. Opvallend in haar oeuvre zijn The Seamstress (2014/15), een eendelig vioolconcert waarin een gefluisterde voordracht is verwerkt van het gedicht A Coat van Yeats, en het vijfdelige celloconcert Dance (2019), in opdracht van Inbal Segev en door haar opgenomen in 2020. Deze opname is meer dan acht miljoen keer afgespeeld op Spotify.
In haar recentste werk Weathered heeft Clyne de delen expres kort gehouden, namelijk zo'n acht minuten per deel. Het is een bewuste keuze van haar om mee te gaan in een trend die al langer speelt op het gebied van popmuziek: muziek componeren die aangepast is aan het luistergedrag van jongeren op streamingsdiensten zoals Spotify. Clyne ziet dit niet als een concessie, maar zegt hierover: "Ik wil gewoon graag dat mensen mijn muziek horen".

#### Stijl
Het idioom waarin Clyne schrijft, refereert aan bekende  klassieke muziekstijlen, en is daarmee ook toegankelijk voor de luisteraar die niet vertrouwd is met het moderne idioom dat hedendaagse klassieke muziek kenmerkt. NRC-recensent Joep Stapel schrijft over haar klarinetconcert Wheatered (2022): "Clynes muziek heeft een aansprekende beweeglijkheid en welluidendheid en is onmiskenbaar geworteld in de klassieke traditie, maar die zet ze knap naar haar hand, bijvoorbeeld met fantasievolle orkestratietechnieken die haar achtergrond als elektro-akoestisch componist verraden."Muziekrecensent Guido van Oirschot omschrijft in de Volkskrant haar muziekstijl als "aaibaar modern – daar kan niemand zich een buil aan vallen."

#### Samenwerking
Clyne heeft verschillende cross-oversamenwerkingen gedaan, onder andere in projecten rondom beeldende kunst. Vijf hedendaagse kunstwerken waren de inspiratiebron voor Abstractions (2016). Het werk Color Field (2020) is geïnspireerd op de kunstwerken van Mark Rothko. Samen met kunstenaar en videomaker Jyll Bradley maakte ze Woman Holding a Balance (2021). Met choreograaf Kim Brandstrup en de Los Angeles Opera maakte ze de film Between the Rooms.
Clyne werkte tevens samen met Yo-Yo Ma, Pekka Kuusisto, Martin Fröst en Jess Gillam.

#### Composer in residence
In oktober 2009 werden Anna Clyne en Mason Bates benoemd tot composers in residence bij het Chicago Symphony Orchestra (CSO). In januari 2012 werd het CSO-contract van Clyne verlengd tot en met het seizoen 2013 - 2015.
Clyne was eveneens composer in residence bij het Orchestre national d'Île-de-France van 2014 tot 2016, bij het Baltimore Symphony Orchestra in seizoen 2015 - 2016 en bij het Berkeley Symphony Orchestra van 2017 - 2019. Van 2019 - 2022 was zij Associate Composer (een functie vergelijkbaar met composer in residence) bij het Scottish Chamber Orchestra.
In 2022 - 2023 is ze composer in residence bij zowel het Britse Philharmonia Orchestra als het Trondheim Symphony Orchestra. Voor het seizoen 2023 - 2024 zal ze dezelfde functie bekleden bij het Filharmonisch Orkest van Helsinki.

#### Opdrachten
Verschillende orkesten en concertzalen hebben Clyne compositieopdrachten gegeven, waaronder het Barbican centre, Carnegie Hall, Kennedy Center, Los Angeles Philharmonic Orchestra, MoMA , Philharmonie de Paris, San Francisco Ballet en het Sydney Opera House.
In 2013 componeerde ze in opdracht van BBC Radio 3 de concertouverture Masquerade als opening van de Last Night of the Proms, uitgevoerd door het BBC Symphony Orchestra onder leiding van Marin Alsop.
Voor de New York Philharmonic onder leiding van Jaap van Zweden schreef ze Within her arms. Na een gedwongen pauze van anderhalf jaar wegens de coronapandemie vormde dit werk in 2021 de opening van het nieuwe concertseizoen.
Begin 2023 voerde klarinettist Martin Fröst met het Koninklijk Concertgebouworkest (KCO) onder leiding van Jaap van Zweden de wereldpremière uit van haar werk Weathered. Het werk werd geschreven in opdracht van de klarinettist, in zijn functie als artist in residence bij het KCO.

### Coronapandemie
De twee jaar pauze wegens de coronapandemie waren voor Clyne een periode waarin ze zich geheel op componeren kon richtten, en daarmee volgens haar zelf de productiefste periode tot dan toe. Om tijdens de pandemie samenwerking met orkesten op afstand mogelijk te maken ontwikkelde Anna Clynes echtgenoot, geluidstechnicus en -ontwerper Jody Elff, ‘Ted the Head’, een anatomisch correct hoofd van kunststof met twee hoogwaardige microfoons op de plek van de oren die zorgen voor een binaurale geluidsopname. Dit is een type geluidsopname dat rekening houdt met de lichte vervorming van geluid zoals waargenomen door menselijke oren, waardoor een zo natuurgetrouw mogelijke opname gemaakt kan worden. De microfoons werden gecombineerd met een luidspreker en een 360-gradencamera. Het hoofd werd in een koffer naar het orkest gestuurd en op de beste plek in het publiek geplaatst. Clyne zette thuis haar koptelefoon en VR-bril op en kon zo het orkest in realtime zien en horen.

### Overig
Van 2008 tot 2010 was Clyne directeur van het programma voor jonge componisten Making Score van het New York Youth Symphony.

## Prijzen
Clyne werd genomineerd voor de Grammy Award 2015 voor Best Contemporary Classical Composition voor haar dubbelvioolconcert Prince of Clouds.

## Composities
De composities van Anna Clyne worden exclusief uitgegeven door de Britse muziekuitgeverij Boosey & Hawkes.
| Jaar                                      | Titel                                                                                  | Genre              | Bezetting                                                        |
| ----------------------------------------- | -------------------------------------------------------------------------------------- | ------------------ | ---------------------------------------------------------------- |
| 2005 - 2006                               | <<rewind<<                                                                             | Orkest             |                                                                  |
| 2012                                      | Night Ferry                                                                            | Orkest             |                                                                  |
| 2013                                      | Masquerade                                                                             | Orkest             |                                                                  |
| 2015                                      | This Midnight Hour                                                                     | Orkest             |                                                                  |
| 2016                                      | RIFT                                                                                   | Orkest             |                                                                  |
| 2016                                      | Abstractions                                                                           | Orkest             |                                                                  |
| 2018                                      | Restless Oceans                                                                        | Orkest             |                                                                  |
| 2020                                      | Color Field                                                                            | Orkest             |                                                                  |
| 2021                                      | PIVOT                                                                                  | Orkest             |                                                                  |
| 2022                                      | This Moment                                                                            | Orkest             |                                                                  |
| 2008 - 2009                               | Within Her Arms                                                                        | Kamerorkest        | Strijkorkest                                                     |
| 2014                                      | Rest These Hands                                                                       | Kamerorkest        | Kamerorkest                                                      |
| 2019                                      | Sound and Fury                                                                         | Kamerorkest        | Kamerorkest                                                      |
| 2020                                      | Stride                                                                                 | Kamerorkest        | Strijkorkest                                                     |
| 2020                                      | Shorthand                                                                              | Kamerorkest        | Cello solo en strijkorkest                                       |
| 2020                                      | Fractured Time                                                                         | Kamerorkest        | Klein symfonieorkest                                             |
| 2006                                      | Steelworks                                                                             | Kamermuziek        | Dwarsfluit, basklarinet, slagwerk en tape                        |
| 2006                                      | Paint Box                                                                              | Kamermuziek        | Versterkte cello en gitaar, muziekdoos en vooraf opgenomen audio |
| 2007                                      | Roulette                                                                               | Kamermuziek        | Strijkkwartet                                                    |
| 2007                                      | Next. Stop                                                                             | Kamermuziek        | Ensemble en tape                                                 |
| 2007                                      | Beware Of                                                                              | Kamermuziek        | Altfluit, harp, altviool en tape                                 |
| 2008                                      | 1987                                                                                   | Kamermuziek        | Ensemble                                                         |
| 2009                                      | The Violin, 7 korte werken voor viool, geluidsspoor en optionele video van Josh Dorman | Kamermuziek        | Viool                                                            |
| 2009                                      | The Violin - Blue Hour                                                                 | Kamermuziek        | Strijkensemble                                                   |
| 2009                                      | The Violin - Lavender Rain                                                             | Kamermuziek        | Strijkensemble                                                   |
| 2009                                      | The Violin - October Rose                                                              | Kamermuziek        | 2 Violen                                                         |
| 2009                                      | The Violin - Resting in the Green                                                      | Kamermuziek        | 2 Violen en tape of 5 violen                                     |
| 2009                                      | The Violin - Ship of Stars                                                             | Kamermuziek        | 2 Violen en tape of 6 violen                                     |
| 2009                                      | The Violin - Tea Leaves                                                                | Kamermuziek        | 2 Violen met optioneel tape                                      |
| 2010                                      | Shadow of the Words                                                                    | Kamermuziek        | Strijkkwartet                                                    |
| 2010                                      | Primula Vulgaris                                                                       | Kamermuziek        | Strijkkwartet                                                    |
| 2010                                      | Lady Flow'r (behorend bij het arrangement van A Hymn to the Virgin)                    | Kamermuziek        | Strijkkwintet en tape                                            |
| 2010 (origineel Benjamin Britten, 1930/34 | A Hymn to the Virgin (behorend bij Lady Flow'r)                                        | Kamermuziek        | Strijkkwintet en tape                                            |
| 2013                                      | A Wonderful Day                                                                        | Kamermuziek        | Versterkt ensemble en vooraf opgenomen audio                     |
| 2015                                      | This lunar Beauty                                                                      | Kamermuziek        | Sopraan, gemengd ensemble en vooraf opgenomen audio              |
| 2015                                      | Just As They Are                                                                       | Kamermuziek        | Versterkt ensemble en vooraf opgenomen audio                     |
| 2019                                      | Masquerade                                                                             | Kamermuziek        | Blaasensemble                                                    |
| 2019                                      | Breathing Statues                                                                      | Kamermuziek        | Strijkkwartet                                                    |
| 2020                                      | Woman Holding a Balance                                                                | Kamermuziek        | Strijkkwartet                                                    |
| 2020                                      | A Thousand Morning                                                                     | Kamermuziek        | Pianotrio                                                        |
| 2020                                      | Overflow                                                                               | Kamermuziek        | Blaasensemble                                                    |
| 2020                                      | Shorthand                                                                              | Kamermuziek        | Cello en strijkkwintet                                           |
| 2021                                      | Strange Loops                                                                          | Kamermuziek        | Klarinetkwintet                                                  |
| 2022                                      | A Slash of Blue                                                                        | Kamermuziek        | Kamerensemble                                                    |
| 2003                                      | Fits + Starts                                                                          | Solist en orkest   | Versterkte cello en tape                                         |
| 2004                                      | Choke                                                                                  | Solist en orkest   | Baritonsaxofoon of basklarinet en tape                           |
| 2005                                      | Rapture                                                                                | Solist en orkest   | Klarinet en tape                                                 |
| 2007                                      | On Track                                                                               | Solist en orkest   | Piano en tape                                                    |
| 2012                                      | Prince of Clouds                                                                       | Solist en orkest   | 2 Violen en orkest                                               |
| 2013                                      | Secret Garden                                                                          | Solist en orkest   | Drumstel en tape                                                 |
| 2014                                      | Rest These Hands                                                                       | solist en orkest   | Viool en strijkorkest                                            |
| 2014/15                                   | The Seamtress                                                                          | Solist en orkest   | Viool en orkest                                                  |
| 2017                                      | Three Sisters                                                                          | Solist en orkest   | Mandoline en strijkorkest                                        |
| 2019                                      | DANCE                                                                                  | Solist en orkest   | Cello en orkest                                                  |
| 2020                                      | Shorthand                                                                              | Solist en orkest   | Cello en strijkorkest                                            |
| 2021                                      | Glasslands                                                                             | Solist en orkest   | Sopraansaxofoon en orkest                                        |
| 2021                                      | Quarter Days                                                                           | Solist en orkest   | Strijkkwartet en orkest                                          |
| 2022                                      | Weathered                                                                              | Solist en orkest   | Klarinet en orkest                                               |
| 2022                                      | Time and Tides                                                                         | Solist en orkest   | Viool en orkest                                                  |
| 2003                                      | Fits + Starts                                                                          | Solo's en duetten  | Versterkte cello en tape                                         |
| 2004                                      | Choke                                                                                  | Solo's en duetten  | Baritonsaxofoon of basklarinet                                   |
| 2005                                      | Rapture                                                                                | Solo's en duetten  | Klarinet en tape                                                 |
| 2007                                      | On Track                                                                               | Solo's en duetten  | Piano en tape                                                    |
| 2009                                      | Rest These Hands                                                                       | Solo's en duetten  | Altviool                                                         |
| 2009                                      | Rest These Hands                                                                       | Solo's en duetten  | Viool                                                            |
| 2009                                      | Rest These Hands                                                                       | Solo's en duetten  | Cello                                                            |
| 2013                                      | Secret Garden                                                                          | Solo's en duetten  | Drumstel en tape                                                 |
| 2019                                      | Snake & Ladder for clarinet and live processing (2019)                                 | Solo's en duetten  | Klarinet en live processor                                       |
| 2019                                      | Hopscotch                                                                              | Solo's en duetten  | Dwarsfluit                                                       |
| 2020                                      | Reveal                                                                                 | Solo's en duetten  | Altviool en optioneel vooraf opgenomen soundtrack                |
| 2021                                      | Zero at the Bone                                                                       | Solo's en duetten  | Basklarinet en tape                                              |
| 2021                                      | Perched                                                                                | Solo's en duetten  | Dwarsfluit                                                       |
| 2021                                      | Red Nines                                                                              | Solo's en duetten  | Piano                                                            |
| 2011                                      | Spangled Unicorn                                                                       | Brass              | Koperensemble                                                    |
| 2015                                      | Pocket Book VIII                                                                       | Koor               | 8 Stemmen                                                        |
| 2015                                      | Pocket Book LXV                                                                        | Koor               | 8 Stemmen                                                        |
| 2017                                      | Body Compass for                                                                       | Koor               | Kinderkoor en strijkkwintet                                      |
| 2020                                      | The Heart of Night                                                                     | Koor               | Koor                                                             |
|                                           | In Thy Beauty                                                                          | Koor               | Sopraan, koor SATB en orkest                                     |
| 2021                                      | The Years                                                                              | Koor               | Koor SATB en orkest                                              |
| 2007                                      | Blush                                                                                  | Vocaal en ensemble | Bariton, laptop en kamerensemble                                 |
| 2012                                      | As Sudden Shut                                                                         | Vocaal en ensemble | 3 Vrouwenstemmen en ensemble                                     |
| 2013                                      | The Lost Thought for 3 female voices and ensemble (2013)                               | Vocaal en ensemble | 3 Vrouwenstemmen en ensemble                                     |
| 2014                                      | Postponeless Creature                                                                  | Vocaal en ensemble | 3 Vrouwenstemmen en ensemble                                     |
| 2015                                      | This Lunar Beauty                                                                      | Vocaal en ensemble | Sopraan, gemengd ensemble en vooraf opgenomen audio              |
| 2022                                      | Between the rooms                                                                      | Vocaal en ensemble | Sopraan en strijkkwintet                                         |

## Discografie
- 2010 - I Am Not - New Amsterdam
- 2010 - The Exploding Piano - CD Baby
- 2011 - ACO Playing it Unsafe - ACO
- 2012 - Arcana VI by John Zorn - Tzadik
- 2012 - Blue Moth - Tzadik
- 2014 - Two x Four - Cedille
- 2015 - BOAC Field Recordings - Cantaloupe
- 2017 - The Violin - National Sawdust Tracks
- 2019 - The World is (Y)ours - Arcantus
- 2020 - E PLURIBUS UNUM - Navona
- 2020 - Touch Harmonious - In A Circle
- 2020 - DANCE - AVIE Records
- 2020 - Mythologies on Vinyl - AVIE Records
- 2020 - Mythologies - AVIE Records
- 2022 - The Kreutzer Project - AVIE Records